# 934 Thüringia
934 Thüringia è un asteroide della fascia principale del diametro medio di circa 53,35 km. Scoperto nel 1920, presenta un'orbita caratterizzata da un semiasse maggiore pari a 2,7481454 UA e da un'eccentricità di 0,2175173, inclinata di 14,06892° rispetto all'eclittica.
Il suo nome fa riferimento al Thüringia, una nave della tratta Amburgo - New York sulla quale viaggiò lo scopritore. Il nome fu scelto dal capitano della nave, un astronomo amatoriale.